# Ronald Agénor
Ronald Jean-Martin Agenor (Rabat, 13 november 1964) is een tennisser, econoom en gitarist uit Haïti.

## Levensloop
Zijn vader was minister van landbouw in Haïti en diplomaat bij de Verenigde Naties.
Agenor heeft negentien jaar op het hoogste niveau getennist als professional. Zijn carrière omvatte de seizoenen 1983 tot en met 2002. Omdat Agenor al die tijd een relatief goede positie op de wereldranglijst wist te behouden, speelde hij tegen wereldtoppers uit drie decennia. Hij speelde tegen onder anderen John McEnroe, Yannick Noah, Jimmy Connors, Brad Gilbert en Guillermo Vilas in de jaren tachtig, Andre Agassi, Petr Korda, Boris Becker, Michael Stich, Mats Wilander, in jaren negentig en in 2001 Gustavo Kuerten. Hiermee was Agenor getuige van de ontwikkelingen van het moderne tennis in drie decennia. Agenor is de jongste van zes kinderen. Zij zijn half Libanees en half Haïtiaans, maar allen geboren op het Afrikaanse continent. De familie Agenor woonde in onder meer Congo, Marokko en Frankrijk. In Congo maakte Agenor voor het eerst kennis met tennis. Toen het gezin in het Zuid-Franse Bordeaux ging wonen, begon hij met tennis in wedstrijdverband. Agenor was toen veertien jaar. Agenor studeerde in 1982 af als econoom aan de universiteit van Bordeaux.

## Carrière
Meteen na zijn afstuderen werd hij professioneel tennisser. Zijn eerste ATP-punten verdiende hij in 1983. Hij sloot zijn eerste jaar af op plaats 793 op de wereldranglijst. Agenor ontwikkelde zich razendsnel tot een subtopper en kreeg als bijnaam "The Haitian Sensation". Hij won 3 ATP-toernooien, haalde de kwartfinales op Roland Garros, en de vierde ronde op de US Open. In 1989 was Agenor enige tijd de nummer 22 van de wereld, zijn beste klassering op de wereldranglijst. Als sportieve ambassadeur van zijn straatarme vaderland, en de derde wereld in het algemeen werd hij in 1989 benoemd tot ereconsul van Haïti in Bordeaux.

## Palmares
| Legenda                       |
| ----------------------------- |
| Grand Slam                    |
| Olympische Spelen             |
| Tennis Masters Cup            |
| ATP Masters Series            |
| ATP International Series Gold |
| ATP International Series      |

### Enkelspel
| Nr.                  | Jaar            | Toernooi         | Ondergrond    | Tegenstander in finale | Score         | Details |
| -------------------- | --------------- | ---------------- | ------------- | ---------------------- | ------------- | ------- |
| Gewonnen finales     |                 |                  |               |                        |               |         |
| 1.                   | 16 april 1989   | ATP Athene       | Gravel        | Kent Carlsson          | 6-3, 6-4      | Details |
| 2.                   | 24 juni 1990    | ATP Genua        | Gravel        | Tarik Benhabiles       | 3-6, 6-4, 6-3 | Details |
| 3.                   | 14 oktober 1990 | ATP Berlijn      | Tapijt (i)    | Aleksandr Volkov       | 4-6, 6-4, 7-6 | Details |
| Verloren finales     |                 |                  |               |                        |               |         |
| 1.                   | 12 juli 1987    | ATP Gstaad       | Gravel        | Emilio Sánchez         | 2-6, 3-6, 6-7 | Details |
| 2.                   | 19 juli 1987    | ATP Bordeaux (1) | Gravel        | Emilio Sánchez         | 7-5, 4-6, 4-6 | Details |
| 3.                   | 11 oktober 1987 | ATP Bazel        | Hardcourt (i) | Yannick Noah           | 6-7, 4-6, 4-6 | Details |
| 4.                   | 31 juli 1988    | ATP Bordeaux (2) | Gravel        | Thomas Muster          | 3-6, 3-6      | Details |
| 5.                   | 11 juli 1993    | ATP Båstad       | Gravel        | Horst Skoff            | 5-7, 6-1, 0-6 | Details |
| Gewonnen challengers |                 |                  |               |                        |               |         |
| 1.                   | 7 april 1985    | Marrakesh        | Gravel        | Ricki Osterthun        | 2-6, 6-3, 6-4 |         |
| 2.                   | 7 juni 1987     | Dortmund         | Gravel        | Bruno Orešar           | 4-6, 7-5, 6-3 |         |
| 3.                   | 31 mei 1991     | Marseille        | Gravel        | Martin Strebla         | 5-7, 6-4, 6-2 |         |
| 4.                   | 14 juni 1992    | Yvetot           | Gravel        | Àlex Corretja          | 6-4, 2-6, 7-5 |         |
| 5.                   | 24 oktober 1993 | Réunion          | Hardcourt     | Jeff Tarango           | 6-3, 6-4      |         |
| 6.                   | 6 juni 1999     | Fürth            | Gravel        | Tomáš Zíb              | 6-2, 7-6(3)   |         |
| 7.                   | 18 juli 1999    | Contrexéville    | Gravel        | Gérard Solvès          | 7-6(3), 6-2   |         |
| 8.                   | 14 april 2000   | Birmingham       | Gravel        | Paradorn Srichaphan    | 7-5, 6-3      |         |

### Dubbelspel
| Nr.                              | Jaar            | Toernooi     | Ondergrond | Partner         | Tegenstanders in finale      | Score    | Details |
| -------------------------------- | --------------- | ------------ | ---------- | --------------- | ---------------------------- | -------- | ------- |
| Verloren finales herendubbelspel |                 |              |            |                 |                              |          |         |
| 1.                               | 13 juli 1986    | ATP Bordeaux | Gravel     | Mansour Bahrami | Jordi Arrese David de Miguel | 5-7, 4-6 | Details |
| 2.                               | 15 januari 1995 | ATP Jakarta  | Hardcourt  | Shuzo Matsuoka  | David Adams Andrej Olchovski | 5-7, 3-6 | Details |

## Trivia
Agenor heeft nog steeds het record van de langste officiële wedstrijd (gerekend in het aantal gespeelde games) op Roland Garros ooit op zijn naam. Deze partij duurde 71 games en kwam in het Guinness Book of World Records. In 1991 sloeg hij een service van 207 km per uur, op dat moment de op 1 na hardste opslag ooit. In 2000 werd Agenor nationaal clubkampioen van Zwitserland met de Lido Luzern Tennis Club. In 1987 schreef Agenor geschiedenis door de finale van een ATP-toernooi te halen. Het bijzondere was dat het Franse tenniswonder Yannick Noah zijn tegenstander werd. Hiermee speelden zij de eerste ATP-finale tussen twee negroïde spelers ooit. In 1999 werd Agenor op 35-jarige leeftijd de oudste speler ooit die binnenkwam in de top 100 op de wereldranglijst. In 2001 bereikte Agenor zijn laatste finale. Als 189e van de wereld moest hij het opnemen tegen David Nalbandian uit Argentinië. Agenor speelde driemaal tegen Andre Agassi, en verloor nooit van hem.

## Agenor nu
Ronald stopte met tennis in 2002 en opende de "Ronald Agenor Tennis Academy" in het Californische Los Angeles in mei 2002. In 2006 nam hij de Amerikaanse nationaliteit aan om makkelijker te kunnen reizen. Na zijn tenniscarrière heeft Agenor meer tijd voor zijn tweede passie: muziek. Hij is een prima gitarist en brengt regelmatig albums uit.

## Prestatietabel
| Legenda | Legenda                          |
| ------- | -------------------------------- |
| g.t.    | geen toernooi gehouden           |
| l.c.    | lagere categorie                 |
| –       | niet deelgenomen                 |
| G       | uitgeschakeld in de groepsfase   |
| 1R      | uitgeschakeld in de eerste ronde |
| 2R      | uitgeschakeld in de tweede ronde |
| 3R      | uitgeschakeld in de derde ronde  |
| 4R      | uitgeschakeld in de vierde ronde |
| KF      | uitgeschakeld in de kwartfinale  |
| HF      | uitgeschakeld in de halve finale |
| F       | de finale verloren               |
| W       | het toernooi gewonnen            |
| w-v     | winst/verlies-balans             |

### Prestatietabel grand slam, enkelspel
| Toernooi        | 1985 | 1986 | 1987 | 1988 | 1989 | 1990 | 1991 | 1992 | 1993 | 1994 | 1995 | 1996 | 1998 | 1999 | 2000 |
| --------------- | ---- | ---- | ---- | ---- | ---- | ---- | ---- | ---- | ---- | ---- | ---- | ---- | ---- | ---- | ---- |
| Australian Open | –    | –    | –    | –    | –    | 2R   | –    | –    | 1R   | –    | 1R   | –    | –    | –    | 1R   |
| Roland Garros   | 1R   | 1R   | 1R   | 4R   | KF   | 1R   | 2R   | 1R   | 1R   | 3R   | –    | –    | –    | –    | 2R   |
| Wimbledon       | –    | 1R   | –    | –    | 2R   | –    | –    | –    | 2R   | 1R   | –    | –    | –    | –    | 1R   |
| US Open         | 1R   | 1R   | 2R   | 4R   | 3R   | 1R   | 1R   | –    | 2R   | 2R   | –    | –    | –    | –    | –    |

### Prestatietabel grand slam, dubbelspel
| Toernooi        | 1986 | 1987 | 1988 |
| --------------- | ---- | ---- | ---- |
| Australian Open | –    | –    | –    |
| Roland Garros   | 1R   | –    | 1R   |
| Wimbledon       | –    | –    | –    |
| US Open         | 1R   | –    | –    |